# John Henry Pratt

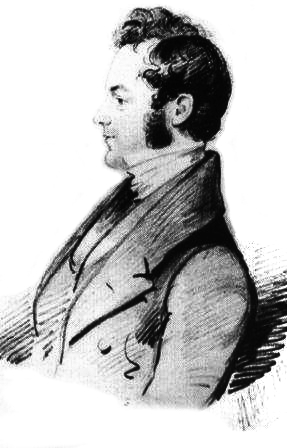
John Henry Pratt

John Henry Pratt (Londen, 4 juni 1809 - Ghazipur (Brits-Indië), 28 december 1871) was een Engelse theoloog en wiskundige die bekend is omdat hij het principe van isostasie op de aardkorst toepaste.
Pratt werd in Londen geboren als de zoon van de dominee Josiah Pratt. Hij studeerde wiskunde aan de Universiteit van Cambridge. Van zijn vader zou hij een interesse in theologie en in zendingswerk voor de Anglicaanse Kerk meekrijgen. In 1838 kon hij aan de slag als kapelaan voor de Britse Oost-Indische Compagnie. In 1850 werd hij aartsdeken van Calcutta.
Zijn zendingswerk belette hem niet te blijven werken aan publicaties over wiskundige en natuurkundige onderwerpen. Hij berekende onder andere de afplatting van de Aarde, door zoals Newton aan te nemen dat de Aarde zich als een vloeistof gedroeg en door de rotatie de vorm van een afgeplatte sferoïde had (de zogenaamde geoïde). Zijn resultaat was 43,3 km verschil in lengte van de equatoriale en polaire assen van de Aarde, wat dicht bij de waarheid zit.
Daarna vestigde hij zijn aandacht op het geodetische werk van George Everest, die tussen 1818 en 1843 een driehoeksmeting van Brits-Indië had voltooid. Everest had ook over 11,5° de lengte van de meridiaan bepaald, van de Himalaya tot Kaap Comorin, het zuidelijkste punt van het Indiase vasteland. Daarbij was Everest opgevallen dat er een verschil bestond in de resultaten uit de driehoeksmeting en astronomische methoden, maar hij dacht dat dat aan een rekenfout lag.
Pratt dacht er anders over: hij bedacht dat de enorme extra massa van de Himalaya ervoor zorgde dat de zwaartekracht in de buurt van de bergen werd afgebogen, zodat de driehoeksmetingen een kleine fout kregen. Na de gegevens van Everest te hebben doorgerekend maakte hij een vreemde ontdekking: de afwijking in Everests gegevens was niet zo groot als verwacht.
Om dit te verklaren nam Pratt aan dat de dichtheid van de lithosfeer onder gebergtes lager is dan in laagland. Hij publiceerde deze ontdekking in 1855, in hetzelfde jaar zou George Airy met een andere oplossing voor het probleem komen. In feite zijn beide oplossingen te simpel en ligt de waarheid meestal ergens in het midden.
In 1871 stierf Pratt aan cholera bij een bezoek aan de stad Ghazipur.